# پل لنش
پُل لنش (انگلیسی: Paul Lensch) (زاده ۳۱ مارس ۱۸۷۳ در پوتسدام، استان براندنبورگ - درگذشت ۱۸ نوامبر ۱۹۲۶ در برلین) روزنامه‌نگار جنگ، سردبیر، نویسنده چندین کتاب و روزنامه مانند عصر جدید، وسیاستمدار در حزب سوسیال دموکرات آلمان بود. از سال ۱۹۱۲، لنچ عضو رایشستاگ آلمان برای حزب سوسیال دموکرات آلمان بود؛ و در سال ۱۹۱۹ استاد اقتصاد در دانشگاه برلین شد.

## زندگی
پس از خدمت سربازی در رشته‌های اقتصادی در برلین و استراسبورگ تحصیل کرد. در سال ۱۹۰۰ در استراسبورگ دکترای علوم سیاسی گرفت. وی سپس به عنوان سردبیر روزنامه Freie Presse Elsaß-Lothringen (مطبوعات آزاد برای آلزاس-لورین) کار کرد.
وی از ۱۹۰۲ معاون سردبیر لایپزیگر فولکس تایتونگ بود و در کنار رزا لوکزامبورگ، الکساندر پاروس، فرانتس مرینگ و کارل لیبکنشت او سخنگوی چپ ضد تجدید نظر طلب در حزب سوسیال دموکرات آلمان بود. وی از ۱۹۰۸ تا ۱۹۱۳ سردبیر مجله لایپزیگر فولکس زیتونگ بود.
در سال ۱۹۱۲ وی نامزد SPD (حزب سوسیال دموکرات آلمان) حوزه انتخابیه ۲۲ ساکسون (رایشنباخ) بود و در رایشتاگ انتخاب شد. در سال ۱۹۱۴ لنش ابتدا با تصویب وام‌های جنگ SPD مخالفت کرد، اما در سال ۱۹۱۵، همراه با هاینریش کانو و کنراد هنیش، گروه لنش-کانو-هاینیش را در داخل SPD تشکیل داد، که تلاش می‌کرد با اکثر افراد SPD از جنگ طبق اساس نظریه مارکسیست دفاع کند. آنها نظریه سوسیالیسم جنگ را توسعه دادند که در روزنامه همبرگر اکو و سایر روزنامه‌های SPD از جمله عصر جدید منتشر شد. از اواسط سال ۱۹۱۵ Die Glocke (زمان گلوک)، یک مجله توسط الکساندر پاروس تأسیس شد و عضو گروه شد.

## کتاب‌ها
- پل لنش، سه سال انقلاب جهانی (۱۹۱۸)